# VTEC

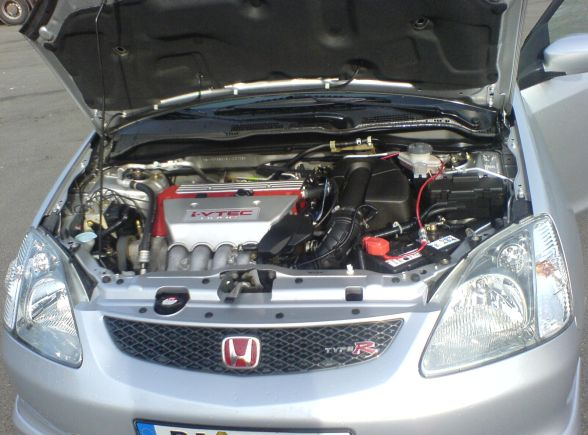
シビックタイプRのi-VTECエンジン

VTEC(ブイテック：Variable valve Timing and lift Electronic Control system)は、本田技研工業が開発した4サイクルエンジン用の可変バルブタイミング・リフト機構および、その名称である。

## 概要
一般的に、4ストロークサイクルエンジンは燃焼ガス(ガソリンと空気の混合気)を吸気し、それを燃焼させることで動力を発生させ、燃焼済みのガスを排気するというサイクルを繰り返す仕組みになっている。吸気量および排気量は、ピストンの上下動作に伴うバルブの開閉時間(バルブタイミング)・リフト量によって制御される。

エンジンの回転数が低いときは、バルブを少ない時間で少なく開け、回転数が高いときは、バルブを長い時間に大きく開けるなど、吸気効率の良いバルブタイミングとバルブリフト量を回転数にあわせて調整することが望ましい。VTECは、バルブの開閉タイミングとリフト量をエンジンの回転数に応じて変化させ、吸排気量の調整を行う技術「可変バルブ機構」のひとつである。
初期のVTECは、カムシャフトにハイ／ロー2種類のカムを設け、そこに接するロッカーアームを一定の回転数に達した際に切り替え、バルブタイミング・リフト量を変化させる。VTEC以前にも、カムシャフトを油圧によりスライド(回転)させ、クランクシャフトに対する相対的な位相(角度)を変える方式は実用化されていたが、リフト量とバルブタイミングを同時に変化させる機構はVTECが初めてであった。しかし、i-VTECが登場するまでVTEC等の可変バルブタイミング機構は搭載されず、カム山のハイ／ローの位相をずらす事により可変バルブタイミングとしていた。これにより、低回転域と高回転域それぞれにおいて、バルブタイミングおよびリフト量が最適化され、低回転域のトルクと高回転域のパワーを両立させることが可能となった。B16A型エンジンに初めてこの機構が搭載され、自然吸気エンジンでありながら排気量1Lあたり100馬力超を実現した。
この機構の発案については、焼き鳥屋でねぎまを焼いている様子を見ていた技術者が、串に打たれた具材が回ったり回らなかったりする(ネギは回らないのに肉は回る、など)のを見て、発想したものである。また、VTEC-Eを開発する際にはスワールの研究ではトイレの小便器で用を足す角度まで参考にしていた。

## 歴史
1989年4月19日、インテグラに搭載されたB16A型エンジン(1.6L 直列4気筒DOHC)で初めて採用された。その後、B16A型エンジンはEF型シビック(3ドアハッチバック)およびEF8型CR-XのSiRグレードに流用され、1991年9月10日発表のEG型シビックでは初めてSOHCエンジンに搭載された。同時に2種類のVTECが設定され、一方は吸気バルブをDOHC VTECと同様に低回転、高回転で切り替える「VTEC」と、もうひとつは2つある吸気バルブのうち片側をほぼ休止し、リーンバーン運転を行う「VTEC-E」が設定された。1995年9月4日発表のEK型シビックでは、この2つを統合した3ステージVTECが搭載された。
2000年にはそれまでのハイカムとローカムを回転数によって切り替える制御方法に加え、吸気側のクランクシャフトに対する位相を回転数や負荷に応じて無段階で連続変化させるVTC(Variable Timing Control、連続可変バルブタイミングコントロール機構)も加わった「i-VTEC」へと進化した。名称にはintelligentの頭文字のiが付与され、エンジンの知能化を示している。2003年にはホンダ初の直噴ガソリンエンジンとi-VTECの組み合わせや、V型6気筒のうち片バンクの3気筒を休止させるVCM(Variable Cylinder Management 、可変シリンダー機構)を備えたものが開発されるなど、さまざまなバリエーションが存在する。
以上のVTEC機構はどれもカムの切り替えを伴っていたが、2015年に登場した1.5LのVTECターボエンジンは吸排気の可変バルブタイミング機構（Duel VTC）のみでカム切り替えは行わないものの「VTEC」と呼称されるなど、カム切り替え機構の有無は関係なく呼称されるようになっている。

## VTECのバリエーション

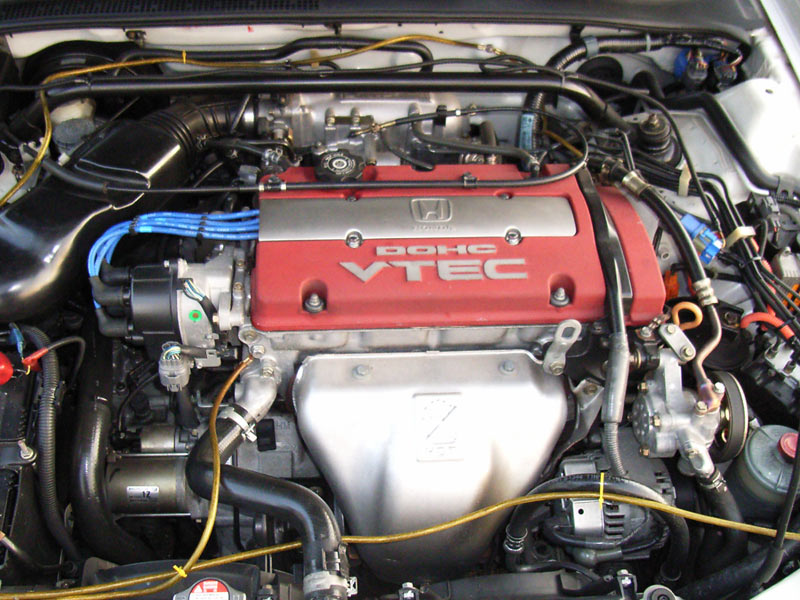
H22A型DOHC VTECエンジン。
赤いカバーのVTECエンジンは特に高出力化が成されている。

DOHC VTEC
1989年4月19日に発売されたインテグラに初めて搭載された。吸気側、排気側ともに2段のカムシャフトを備えており、バルブタイミングとリフト量を変化させる。i-VTECが登場するまでは、高回転、高出力型エンジンのみの設定であった。
カムは高回転用と低回転用の2種類を同じシャフトに隣接して備える。バルブはカムの直押しではなく、同じく2種類のロッカーアームをそれぞれ間に挟んでいる。このうち、バルブに直接接しているロッカーアームは低回転用のみで、高回転用は低回転時において空振りするようになっている。高回転時はピンが油圧によってロッカーアームを貫き、低回転用と高回転用の動きを同調させる。この際、カムがロッカーアームを押し下げるにあたって、カム山は高回転用の方が大きいため、今度は低回転用カムがロッカーアームに届かず、空振りする。これにより、高回転用カムによる動作が高回転用ロッカーアーム、さらにはピンを介して低回転用ロッカーアームへ伝わることで、バルブの動作は高回転用カムに従う。この動作はエンジンの油圧や温度、車両速度、エンジン回転速度とスロットル位置などを考慮し、ECUでコントロールされる。
SOHC VTEC
1991年9月10日に発売されたEG型シビックに初めて搭載された。吸気側のみのバルブタイミング・リフト量を変化させる。DOHC VTECに対して発表当時は単にVTECとのみ表記された。ホンダ車の大衆エンジンに広く用いられる。カム切り替えに関する機構の面ではDOHC VTECと共通である。
VTEC-E
SOHC VTECと同時にシビックに初めて搭載された。2つあるSOHCエンジンの吸気バルブのうち、片方をほぼ休止させることによりリーンバーン運転を行う。
3ステージVTEC
1995年9月4日に発売されたEK型シビックに初めて搭載された。SOHC VTECとVTEC-Eを統合したもので、低回転域では吸気バルブのうち片方をほぼ休止してリーンバーン運転を行い、中回転域では吸気バルブ2バルブ運転、高回転域では高速カムによる運転を行う。
シビックのモデルチェンジにより一時ラインナップから消滅したが、2005年9月20日に発表されたシビックハイブリッドにおいて「3ステージi-VTEC」として復活した。これはハイブリッドカー向けのIMAシステムとの連携最適化を見据えたもので、減速時に全気筒休止を行うように改良されたものである。
i-VTEC
2000年10月26日に発表されたストリームで初めて搭載された。これ以降、ホンダにおいてカム切り替え機構を備えたエンジンはi-VTECと称され、VTCに限らず何らかの新機軸を盛り込んだVTECのことを指す。そのため、名称は同じでも機構面ではいくつかのバリエーションが存在する。
進化型VTECエンジン
2006年に、今後3年以内に導入するとホンダからアナウンスされた。連続可変バルブリフトを実現するものであるが、現在まで搭載された車種は発売していない。
VTEC TURBO
エンジンのダウンサイジングを目指し、ターボチャージャーを組み合わせたもの。2013年11月に開発が発表された。2.0Lもしくは1.5L 4気筒、1.0L 3気筒の3種類がある。「VTEC」TURBOと名乗ってはいるが、当初1.5Lエンジンではカム切り替えによる可変バルブリフト制御は行っておらず、吸排気VTCによる位相変化の可変バルブタイミングのみであった。しかし、2021年発売の11代目シビックでは2.0L同様排気側のみ可変バルブリフト機構が追加されている。2.0Lエンジンでは登場時から吸排気VTCに加え排気側バルブのみ可変バルブリフト制御を行っている。

## VTEC採用状況
1989年のインテグラでの初採用以来「ホンダ車のエンジン＝VTECエンジン」というイメージがユーザー間に植え付けられるほど、いすゞ自動車にOEM供給されていた製品も含めて、VTECエンジン採用車種は多くなった。国内においては、長らく軽自動車用以外のエンジンでほぼ何かしらのVTEC機構を備えている状況であったが、2017年発売の2代目N-BOXに搭載されるS07B（自然吸気仕様）にi-VTECが組み合わせられたことで、2017年現在は大半のエンジンがi-VTECへ移行したこととなる。
以前の1.5L以下のエンジンにおいては、VTEC機構採用・非採用のエンジン双方生産されており、こうした小排気量のエンジンには、より低燃費化を図ることのできるi-DSIの採用が拡大していた。VTECエンジン(1.5L)とi-DSIエンジン(1.3L)の双方をラインナップに揃える車種では、VTECエンジンではパワフルさを、i-DSIエンジンでは経済性をアピールすることで棲み分けを図っていたが、2007年発売の2代目フィットからは1.3Lエンジンにもi-VTECが組み合わせられている。

## 四輪車以外のVTEC

### 二輪車
オートバイ用には、設定回転数以下で吸排気バルブのそれぞれ一つを休止し、4バルブから2バルブへと切り替えるREV機構(CBR400F、1983年12月発売)があり、その後HYPER VTEC(CB400SF、1999年2月発売)へと発展し、VFRの一部モデルにも採用された。
HYPER-VTEC
1999年2月に発売されたCB400SF HYPER VTEC(NC39)から搭載された。基本動作はVTEC-Eと同じであるが、構造的には四輪エンジン用VTECとは完全に異なる二輪特有のREV機構の発展型である。ロッカーアームを持たない直押しタイプでのバルブ休止を世界で初めて実現した。直押しタイプはバルブの動的荷重が軽くなり、より高回転での追従性が高くなる。続く2002年にフルモデルチェンジしたVFR後期型にもV4 VTECの名称で搭載されている。
HYPER VTECとは、エンジン回転数に応じて1気筒あたりの作動バルブ数を2バルブ/4バルブと切り換えるHonda独創のバルブ制御機構で、極低回転域からレッドゾーンまでの全域をパワフルなトルク特性でカバーする画期的なシステムである。HYPER VTECは、1速から5速までは6,300rpmで、6速時には6,750rpmで4バルブに切り換える機構に加え、1速から5速までの6,300rpm〜6,750rpmの4バルブ作動領域において、スロットル開度が少ない場合には燃焼効率に優れる2バルブの作動を可能とし、高速クルージング時の燃費性能にも配慮している。また、その状態でスロットルを大きく開くとセンサーが検知し、瞬時に4バルブへの切り換えも可能。ひとたびスロットルを開ければ、すぐさま力強い加速を得ることも可能である。
| HYPER VTEC作動原理 |
| --- |
| 休止状態(低・中回転域) ●低・中回転域では、リフター内の切り換えピンに設けられた穴をバルブステムが貫通。カムシャフトの回転によってリフターが上下しても、バルブは休止状態となる。     |
| 作動状態(高回転域) ●規定回転数に達すると切り換えピンに油圧がかかりスライドする。切り換えピンがバルブステムとリフターを結合させ、カムシャフトの回転によってバルブは作動状態になる。 |

### 船外機
大型の船外機の製品の一部にVTEC機構が採用されている。これら製品は機関部が自動車用エンジンから発展してきたためVTEC機構の構造や特性も似ている。